# Moritz Wormser
Moritz Wormser, auch Moshe Wormser (* 28. September 1867 in Karlsruhe; † 13. Juli 1940 ebenda) war ein deutscher praktischer Arzt und Verfasser von Historien-Dramen.

## Leben
Moritz Wormser wuchs als Sohn des Jacob Wormser und der Regine (Rachel) geb. Mayer mit zwei Brüdern – Karl (Kaufman) und Jakob (Baruch) – in Karlsruhe auf. Er besuchte das Humboldt-Realgymnasium seiner Heimatstadt und studierte in Straßburg Medizin, wo er mit einer Dissertation über einen „Fall von Morbus Parkinsonii“ 1892 zum Doktor der Medizin promoviert wurde.
Moritz’ Großvater väterlicherseits war Baruch Hayum Wormser (1809–1872), Vorkämpfer des neu-orthodoxen Judentums in Baden. Er hatte bis 1870 die Verselbständigung dieser Fraktion in einer Separatgemeinde, der Israelitischen Religionsgesellschaft in Karlsruhe erreicht. Diese streng toratreue Kehilla, zu der auch Moritz Wormser gehörte, war zugleich von lebhaftem Interesse für weltliche Bildung und von gesellschaftlichem Engagement geprägt, wie es der Frankfurter Rabbiner Samson Raphael Hirsch mit seiner Devise „Tora im derech eretz“ vorgelebt hatte.
Moritz Wormser, der unverheiratet blieb, hatte eine bekannte Praxis in der Zähringer Str. 71, in der Karlsruher Altstadt. Wenige Monate vor der Verschleppung der badischen Juden nach Gurs verstarb er in Karlsruhe.

## Werk
- Ein Fall von Morbus Parkinsonii "à forme fruste". Straßburg : C. Goeller, 1892. 32 S., 1 Bl. (Zugl. Inaug.-Diss., Med. Fak. Straßburg 1892)
- Königin Luise : Dramatische Dichtung. O.O., o. Verl., o. J. 35 S.
- Karl VII. : Drama in 5 Aufz. Karlsruhe : Macklot, 1926. 100 S.
- Potemkin : Komödie. Karlsruhe : Macklot, 1927. 42 S.
- Aufstand : Dramat. Gedicht. Karlsruhe : Macklot, 1929. 63 S.
- Rabbi Meir von Rotenburg : Tragödie. Karlsruhe : Macklot, 1931. 63 S.
- Alexander der Grosse und Jerusalem : [Drama]. Karlsruhe : Macklot. o. J. [1933], 25 S.
- Karl der Große : Dichtung. Karlsruhe : Privatdruck des Verf., o. J. [1935], 32 S.